# Bozieni (okręg Neamț)
Bozieni – wieś w Rumunii, w okręgu Neamț, w gminie Bozieni. W 2011 roku liczyła 757 mieszkańców.